# Kazajistán en los Juegos Olímpicos de la Juventud 2018
Kazajistán compitió en los Juegos Olímpicos de la Juventud 2018 en Buenos Aires, Argentina desde el 6 de octubre al 18 de octubre de 2018.

## Medallas
|       | Medalla de oro | Medalla de plata | Medalla de bronce | Total |
| ----- | -------------- | ---------------- | ----------------- | ----- |
| TOTAL | 4              | 3                | 3                 | 10    |

## Medallistas
El equipo olímpico kazajo obtuvo las siguientes medallas:
| Nombre                            | Deporte  | Competición          |
| --------------------------------- | -------- | -------------------- |
| Oro                               |          |                      |
| Aibek Oralbay                     | Boxeo    | Hasta 91Kg M         |
| Gleb Brussenskiy Yevgeniy Fedorov | Ciclismo | Prueba Combinada M   |
| Bekarys Saduakas                  | Judo     | Hasta 100Kg M        |
| Dias Bakhraddin                   | Canotaje | Canoa de Velocidad M |
| Plata                             |          |                      |
| Talgat Shaiken                    | Boxeo    | Hasta 64Kg M         |
| Damir Toibay                      | Boxeo    | Más de 91Kg M        |
| Margarita Gritsenko               | Judo     | Hasta 78Kg F         |
| Bronce                            |          |                      |
| Nadezhda Ryabets                  | Boxeo    | Hasta 75Kg F         |
| Abilmansur Batyrgali              | Karate   | Hasta 68Kg M         |
| Stella Sukhanova                  | Canotaje | Kayak de Velocidad F |

- Datos: Q48609605
- Multimedia: Kazakhstan at the 2018 Summer Youth Olympics / Q48609605